# Элленштейн, Жан
Жан Эллейнштейн (фр. Jean Elleinstein; 6 августа 1927 года — 16 января 2002 года) — французский историк, теоретик коммунизма.

## Биография
Сыну мелкого промышленника еврейского происхождения Жану Эллейнштейну пришлось пересечь демаркационную линию, отделявшую оккупированную нацистами часть Франции от подконтрольной режиму Виши, в 1941 году и жить нелегально до 1944 года, когда он присоединился к Патриотической милиции в Межеве. Он вступил во Французскую коммунистическую партию в возрасте семнадцати лет. Вскоре он стал членом партии, сначала в качестве журналиста коммунистического агентства печати, затем в пресс-службе ФКП, а затем был назначен в Движение молодых коммунистов Франции и Всемирную федерацию демократической молодежи.
За свою деятельность против войны в Индокитае Элленштейн был брошен в тюрьму на несколько недель в 1949 году, а затем провёл шестнадцать месяцев в бегах в 1952—1953 годах. Затем он возобновил учебу, стал профессором в 1954 году, сдал CAPES (диплом преподавателя — средней школы) по истории в 1958 году, диплом преподавателя высшего образования в 1960 году и был назначен лектором. В то же время он отвечал за создание Союза студентов-коммунистов.
20-й съезд КПСС в 1956 году и в 1960—1961 годах «дело Сервина-Казанова», названное в честь двух высокопоставленных коммунистических лидеров, санкционированных за свои хрущевские тезисы, поколебали его убеждения. Немного маргинальный в партии, но поддерживаемый Роланом Леруа, Эллейнштейн использовал свободу тона заявлений, которая сблизила его с итальянскими или испанскими коммунистами. Назначенный заместителем директора Центра марксистских исследований и исследований, в период с 1972 по 1975 год он опубликовал 4-томную историю Советского Союза (Histoire de l’URSS), в которой он существенно отклонился от ортодоксальной версии, которая выражалась с 1945 года Жаном Брюа. В соответствии с политикой открытости времен Союза левых и еврокоммунизма, его история была санкционирована ФКП. Продолжая использовать свою свободу слова, в 1975 году Эллейнштейн опубликовал «Историю сталинского феномена», в которой он анализирует сталинизм как неудачный продукт исторических обстоятельств.
22-й съезд Коммунистической партии Франции в 1976 г. был отмечен попыткой разрыва с советской системой, которую возглавил Жан Канапа. Элленштейн стал неофициальным представителем коммунизма, который теперь был переопределен, чтобы стать демократическим и пересмотренным, со своей книгой Le PC (Французская коммунистическая партия) и своим «Открытым письмом к французскому народу о реформированной республике, основанной на Общей программе».
После развала Союза левых в 1977 году и сближения лидера ФКП Жоржа Марше с Брежневым, особенно с учетом регулярных публикаций Элленштейна в журнале «Фигаро», ко второй половине 1980 года общепринятое мнение среди высших эшелонов ФКП заключалась в том, что «он исключил себя из партии» и что, следовательно, не было необходимости в его формальном исключении.